# Porto da Folha
Porto da Folha is een gemeente in de Braziliaanse deelstaat Sergipe. De gemeente telt 27.456 inwoners (schatting 2009).